# Kunigunda Fopp
Kunigunda Fopp (* 1868 in Davos; † 1909) war eine Schweizer Hauswirtschaftslehrerin und Förderin der Mädchenbildung im Kanton Thurgau.

## Leben
In Davos geboren, wuchs sie in Felsberg, Seewis und Schönholzerswilen auf, wo ihr Vater, Johann Peter Fopp (1834–1910), als Pfarrer und Dekan wirkte. Nach dem Abschluss der Sekundarschule und des Lehrerinnenseminars in Zürich, dessen Patent sie zur Lehrtätigkeit in den Kantonen Zürich und Thurgau befähigte, sowie einem Sprachaufenthalt in Neuchâtel wirkte sie zunächst als Erzieherin in Italien. Sie setzte sich mit den Werken Johann Heinrich Pestalozzis auseinander und war von 1892 bis 1898 als Lehrerin in Arbon tätig. Angeregt durch die Bildungskommission der Schweizerischen Gemeinnützigen Gesellschaft, für die sich auch ihr Vater engagierte, setzte Kunigunda Fopp ihre eigene Ausbildung im Bereich Mädchenbildung in Kassel, Berlin, Köln und München fort. In Arenenberg als Hauswirtschaftslehrerin tätig, führte sie in der Ostschweiz zahlreiche hauswirtschaftliche Kurse durch und setzte sich für die Errichtung einer obligatorischen Fortbildungsschule für Mädchen im Kanton Thurgau sowie für die Einführung von Landeinsätzen wenig bemittelter Zürcher Stadtkinder zur Förderung ihrer Gesundheit ein.